# Congiura di Cellamare
La congiura di Cellamare fu un complotto ideato dalla Spagna nel 1718 per destituire Filippo II di Borbone-Orléans dalla reggenza del Regno di Francia. Prese il nome dal principe di Cellamare Antonio del Giudice, ambasciatore di Spagna in Francia.

## Storia
L'intrigo vide coinvolti diversi personaggi illustri:
- Louis-Auguste de Bourbon, duc du Maine, bastardo legittimato di Luigi XIV e di madame de Montespan;
- Sua moglie Anne-Louise Bénédicte de Bourbon-Condé, duchessa del Maine, nipote del Gran Condé e di Anna del Palatinato;
- Il cardinale Melchior de Polignac;
- Louis François Armand de Vignerot du Plessis, duc de Richelieu, maresciallo di Francia, pronipote del cardinale;
- Marguerite Cordier, baronessa de Staal-Launay, femme de chambre della duchessa del Maine;
- Léonard-Élie, marchese di Pompadour,
- Guy-André de Montmorency, conte di Laval

e diversi altri personaggi minori.
La Francia entra in quella che passa alla storia come Quadruplice Alleanza nel 1718, stipulata per iniziativa del cardinale Dubois, segretario di stato per gli affari esteri e già precettore del Reggente; l'alleanza è un patto siglato da Francia, Austria, Inghilterra e Province Unite di Olanda, mirante a contrastare le mire egemoniche in ambito Mediterraneo di Filippo V di Spagna, il quale, a dispetto delle rinunce sancite dal trattato di Utrecht (peraltro dinasticamente nulle, in quanto contrarie alla legge di successione francese), progettava di cingere anche la corona di Francia, qualora fosse deceduto anche Luigi XV.
L'ispiratore del governo spagnolo era all'epoca il primo ministro, cardinale Giulio Alberoni. La duchessa del Maine, che non aveva perdonato al Reggente l'annullamento del testamento di Luigi XIV, che aveva di fatto escluso il marito da ogni potere politico, si rivolse direttamente a lui attraverso il principe di Cellamare. Questi peraltro era già attivamente impegnato a tramare con lo Zar per ottenere un'alleanza con la Spagna, con l'intento di allontanare la Francia dall'alleanza con Austria e Inghilterra; accessoriamente, per ottenere l'aiuto della Russia per installare sul trono inglese il cattolico Giacomo Stuart.
L'ambasciatore, la duchessa ed un manipolo di accoliti della sua corte di Sceaux misero in piedi un progetto quanto meno azzardato e di difficile attuazione. Esso prevedeva il rapimento del Reggente, che sarebbe stato rimpiazzato dal re di Spagna nelle sue funzioni; infine convocare gli Stati generali per cercare di ottenere l'appoggio dei vari gruppi sociali del regno, ponendoli dinanzi al fatto compiuto. Progetto di grande respiro che si risolse in un completo fallimento per la stoltezza dei congiurati: al momento d'inviare i documenti con il piano da seguire al cardinale Alberoni, i documenti vennero fatti trascrivere e il copista ne informò la polizia.
Il cardinale Dubois, astutamente, lasciò partire ugualmente i dispacci, che furono sequestrati a Poitiers. Altre carte compromettenti di Cellamare furono recuperate a Parigi: l'ambasciatore fu pertanto arrestato e portato a Blois, per poi essere espulso dal suolo francese (rientrato in Spagna riceverà il titolo di duca di Giovinazzo), il suo segretario fu imprigionato al castello di Saumur, mentre per gli altri congiurati non venne prese nessun drastico provvedimento. Non fu comminata infatti alcuna condanna a morte, ma il duca del Maine fu rinchiuso nella fortezza di Doullens, la duchessa esiliata a Digione, il duca di Richelieu ottenne uno dei suoi tre "soggiorni" alla Bastiglia, il cardinale de Polignac venne esiliato nella sua abbazia di Anchin, e così via.
Il fallimento del complotto diede alla Francia il pretesto per dichiarare guerra alla Spagna il 9 gennaio 1719, dopo che l'Inghilterra lo aveva fatto pochi giorni prima. La congiura ha ispirato il romanzo storico di Alexandre Dumas e Auguste Maquet, Il cavaliere d'Harmental.
| Controllo di autorità | LCCN (EN) sh85021671 · BNF (FR) cb12522029x (data) · J9U (EN, HE) 987007284823605171 |